# Johanna Larsson
Johanna Larsson (Boden, 17 de agosto de 1988) es una ex tenista profesional sueca. En su trayectoria, ganó un título WTA en individuales y conquistó cuatro títulos WTA en dobles. 
Su mejor clasificación en la WTA fue la número 45 del mundo, que llegó el 19 de septiembre de 2016. En dobles alcanzó número 20 del mundo, que llegó el 30 de octubre de 2017. Hasta la fecha, ha ganado doce individuales y dieciséis títulos de dobles en el ITF tour.
En 2017, hizo pública su homosexualidad.

## Títulos WTA (16; 2+14)

### Individual (2)
| Leyenda                                |
| Grand Slam (0)                         |
| WTA Finals (0)                         |
| P. Mandatory & Premier 5, WTA 1000 (0) |
| Premier, WTA 500 (0)                   |
| International, WTA 250 (2)             |

| No. | Fecha               | Torneo    | Superficie    | Oponente en la final | Resultado   |
| 1.  | 19 de julio de 2015 | Bastad    | Tierra batida | Mona Barthel         | 6-3, 7-6(2) |
| 2.  | 26 de mayo de 2018  | Núremberg | Tierra batida | Alison Riske         | 7-6(4), 6-4 |

#### Finalista (3)
| No. | Fecha               | Torneo   | Superficie    | Oponente en la final | Resultado |
| 1.  | 25 de julio de 2010 | Portoroz | Dura          | Anna Chakvetadze     | 1-6, 2-6  |
| 2.  | 9 de julio de 2011  | Bastad   | Tierra batida | Polona Hercog        | 4-6, 5-7  |
| 3.  | 21 de julio de 2013 | Bastad   | Tierra batida | Serena Williams      | 4-6, 1-6  |

### Dobles (14)
| Leyenda                                |
| Grand Slam (0)                         |
| WTA Finals (0)                         |
| P. Mandatory & Premier 5, WTA 1000 (0) |
| Premier, WTA 500 (0)                   |
| International, WTA 250 (14)            |

| No. | Fecha                    | Torneo     | Superficie    | Pareja           | Oponentes en la final                            | Resultado           |
| 1.  | 19 de septiembre de 2010 | Quebec     | Dura          | Sofia Arvidsson  | Bethanie Mattek-Sands Barbora Záhlavová-Strýcová | 6-1, 2-6, [10-6]    |
| 2.  | 12 de junio de 2011      | Copenhague | Dura          | Jasmin Wöhr      | Kristina Mladenovic Katarzyna Piter              | 6-3, 6-3            |
| 3.  | 17 de enero de 2015      | Hobart     | Dura          | Kiki Bertens     | Vitalia Diachenko Monica Niculescu               | 7-5, 6-3            |
| 4.  | 19 de julio de 2015      | Bastad     | Tierra batida | Kiki Bertens     | Tatjana María Olga Savchuk                       | 7-5, 6-4            |
| 5.  | 21 de mayo de 2016       | Núremberg  | Tierra batida | Kiki Bertens     | Shuko Aoyama Renata Voráčová                     | 6-3, 6-4            |
| 6.  | 25 de septiembre de 2016 | Seúl       | Dura          | Kirsten Flipkens | Akiko Omae Peangtarn Plipuech                    | 6-2, 6-3            |
| 7.  | 16 de octubre de 2016    | Linz       | Dura (i)      | Kiki Bertens     | Anna-Lena Grönefeld Květa Peschke                | 4-6, 6-2, [10-7]    |
| 8.  | 22 de octubre de 2016    | Luxemburgo | Dura (i)      | Kiki Bertens     | Monica Niculescu Patricia Maria Țig              | 4-6, 7-5, [11-9]    |
| 9.  | 7 de enero de 2017       | Auckland   | Dura          | Kiki Bertens     | Demi Schuurs Renata Voráčová                     | 6-2, 6-2            |
| 10. | 23 de julio de 2017      | Gstaad     | Tierra batida | Kiki Bertens     | Viktorija Golubic Nina Stojanović                | 7-6(4), 4-6, [10-7] |
| 11. | 24 de septiembre de 2017 | Seúl       | Dura          | Kiki Bertens     | Luksika Kumkhum Peangtarn Plipuech               | 6-4, 6-1            |
| 12. | 15 de octubre de 2017    | Linz       | Dura (i)      | Kiki Bertens     | Natela Dzalamidze Xenia Knoll                    | 3-6, 6-3, [10-4]    |
| 13. | 14 de octubre de 2018    | Linz       | Dura (i)      | Kirsten Flipkens | Raquel Atawo Anna-Lena Grönefeld                 | 4-6, 6-4, [10-5]    |
| 14. | 23 de junio de 2019      | Mallorca   | Hierba        | Kirsten Flipkens | María José Martínez Sara Sorribes                | 6-2, 6-4            |

#### Finalista (8)
| N.° | Fecha                    | Torneo     | Superficie    | Pareja           | Oponentes en la final                  | Marcador final   |
| 1.  | 23 de febrero de 2013    | Memphis    | Dura (i)      | Sofia Arvidsson  | Kristina Mladenovic Galina Voskobóyeva | 6-7(5), 3-6      |
| 2.  | 27 de septiembre de 2015 | Seúl       | Dura          | Kiki Bertens     | Lara Arruabarrena Andreja Klepač       | 6-2, 3-6, [6-10] |
| 3.  | 27 de febrero de 2016    | Acapulco   | Dura          | Kiki Bertens     | Anabel Medina Arantxa Parra            | 0-6, 4-6         |
| 4.  | 27 de mayo de 2017       | Núremberg  | Tierra batida | Kirsten Flipkens | Nicole Melichar Anna Smith             | 6-3, 3-6, [9-11] |
| 5.  | 29 de octubre de 2017    | WTA Finals | Dura (i)      | Kiki Bertens     | Tímea Babos Andrea Hlaváčková          | 6-4, 4-6, [5-10] |
| 6.  | 25 de febrero de 2018    | Budapest   | Dura (i)      | Kirsten Flipkens | Georgina García Pérez Fanny Stollár    | 6-4, 4-6, [3-10] |
| 7.  | 26 de mayo de 2018       | Núremberg  | Tierra batida | Kirsten Flipkens | Demi Schuurs Katarina Srebotnik        | 6-3, 3-6, [7-10] |
| 6.  | 12 de enero de 2019      | Hobart     | Dura          | Kirsten Flipkens | Hao-Ching Chan Yung-Jan Chan           | 3-6, 6-3, [6-10] |